# Naruto Shippuden: Ultimate Ninja Heroes 3
Naruto Shippuden: Ultimate Ninja Heroes 3 noto come Naruto Shippuden: Narutimate Accel 3 in Giappone, è il sesto capitolo della serie Ultimate Ninja, annunciato come un titolo in esclusiva per PlayStation Portable. Il gioco è stato messo in commercio in Giappone il 10 dicembre 2009 ed è previsto a maggio in Nord America, il 13 maggio in Italia e il 14 maggio in Europa con il titolo di : Naruto Shippuden Ultimate Ninja Heroes 3. Il gioco dispone di un elenco di oltre 50 personaggi, 48 dei quali sono della serie TV Naruto Shippuden. Il gioco sarà caratterizzato da 4-player battaglie multiplayer locale, nonché personaggi del arco Pursuit Itachi, Sasuke e compresi i membri del Team Hebi. Esso sarà caratterizzato da un arco di storia disegnata da CyberConnect2 che è unico per questo gioco, così come uno regolare che segue la trama Naruto Shippūden e quella che segue la storia di Sasuke. Alcuni personaggi avranno diversi aggiornamenti (per quanto riguarda le tecniche e le diverse modalità del personaggio stesso).

## Personaggi giocabili
- Naruto Uzumaki (Normale/A Quattro Code/Stadio a Quattro Code)
- Sakura Haruno
- Sai
- Kakashi Hatake
- Neji Hyuga
- Rock Lee
- Tenten
- Gai Maito
- Shikamaru Nara
- Ino Yamanaka
- Choji Akimichi
- Asuma Sarutobi
- Kiba Inuzuka
- Shino Aburame
- Hinata Hyuga
- Kurenai Yuhi
- Sasuke Uchiha
- Suigetsu
- Karin
- Jugo
- Deidara
- Hiruko
- Sasori (Normale/Marionetta)
- Tobi
- Itachi Uchiha
- Kisame Hoshigaki
- Hidan
- Kakuzu
- Pain 1
- Pain 2
- Pain 3
- Konan
- Gaara Kazekage
- Temari
- Kankuro
- Vecchia Chiyo
- Yamato
- Shizune
- Tsunade
- Jiraiya
- Kabuto Yakushi
- Orochimaru
- Kabuto posseduto
- Minato Namikaze
- Naruto allievo
- Sasuke allievo
- Obito Uchiha
- Giovane Kakashi

## Accoglienza
La rivista Play Generation lo classificò come il quarto migliore titolo per PSP del 2010.